# Rudolf Balcke
Rudolf Balcke (* 4. April 1888 in Berlin; † 7. August 1978 in Stuttgart) war ein deutscher Jurist und Verwaltungsoffizier, zuletzt Generalintendant der Wehrmacht.

## Leben
Rudolf Balcke war ein Sohn des Bankdirektors Oskar Balcke (1852–1932) und Elisabeth, geb. L’Hermet. Sein älterer Bruder war der spätere Autor Ernst Balcke (1887–1912), welcher 1912 gemeinsam mit dem Dichter Georg Heym bei einem Unfall ums Leben kam. Rudolf war ebenfalls mit Georg Heym, welcher ebenfalls mit den Brüdern Jura studierte, befreundet. Die Brüder hatten etwa 1903 Heym im Tennisclub Blau-Weiß in Berlin-Schöneberg kennengelernt.
Nachdem Rudolf Balcke 1907 am Berliner Falk-Realgymnasium sein Abitur abgelegt hatte, studierte er Rechtswissenschaften in München, Jena und Berlin. Er schloss sein Studium und sein Gerichtsreferendariat erfolgreich ab und ging dann im März 1914 an die Militärindendatur Berlin des Preußischen Kriegsministeriums. Mit Kriegsbeginn wurde er eingezogen und als Divisions-Intendant eingesetzt.
Nach dem Ersten Weltkrieg arbeitete Balcke in unterschiedlichen Militärdienststellen. Von 1921 bis 1932 war er als Intendaturrat in Stuttgart. Es folgten in der gleichen Position Einsätze in Stettin, Königsberg und Hamburg. Von Januar 1935 bis Juni 1935 war er als Ministerialrat im Reichswehrministerium tätig.
Im Herbst 1937 folgte seine Versetzung als Chef der Wehrkreisverwaltung V nach Stuttgart. Mit Kriegsbeginn ging er als Armeeintendant zur 7. Armee, welche in Südfrankreich eingesetzt wurde. Auf eigenen Wunsch hin wurde er ab 1. Januar 1941 wieder Chef der Wehrkreisverwaltung V. 1944 wurde er hier zum Generalintendant befördert. Im April 1945 ging er bei Wangen im Allgäu in französische Kriegsgefangenschaft, aus welcher er Ende März 1946 entlassen wurde.
Im August 1946 konnte er in den öffentlichen Dienst zurückkehren, da er weder der NSDAP noch einer anderen nationalsozialistischen Organisation angehört hatte. Er wurde Leiter des Staatsrentamtes Stuttgart, welches er bis zu seinem Ruhestand im April 1953 leitete.